# Michael Waltrip
Michael Waltrip, född den 30 april 1963 i Owensboro, Kentucky, USA, är en amerikansk racerförare.

## Racingkarriär
Waltrip är yngre bror till Darrell Waltrip, flerfaldig mästare i Nascar Winston Cup, och den yngre brodern blev också han racerförare. Hans debut i Nascar kom 1985 i Coca-Cola 600. Han är mest berömd för att ha vunnit Daytona 500 två gånger, 2001 och 2003. Sedan 2007 driver Waltrip ett eget Nascar-team. Waltrips bästa placeringar totalt i Nascar är tolfteplatser 1994 och 1995.

### Segrar Nascar Cup
| Nr | Bana        | År   |
| -- | ----------- | ---- |
| 1  | Daytona 500 | 2001 |
| 2  | Daytona     | 2002 |
| 3  | Daytona 500 | 2003 |
| 4  | Talladega   | 2003 |